# Richard Paltauf
Richard Paltauf (Judenburg, 9 febbraio 1858 – Vienna, 21 aprile 1924) è stato un patologo e batteriologo austriaco.

## Biografia
Nel 1880 conseguì il dottorato in medicina presso l'Università di Graz, e nel 1881-1883 fu assistente del patologo Hans Kundrat (1845-1893) a Graz. In seguito, rimase come assistente di Kundrat presso l'Università di Vienna, dove nel 1888 conseguì la sua abilitazione in anatomia patologica. Nel 1892 diventò professore associato di patologia generale e istologia patologica, e durante l'anno successivo divenne capo dell'Istituto di istologia patologica e batteriologica. Dal 1900 fino alla sua morte nel 1924, fu professore ordinario di patologia generale e sperimentale.
Con Anton Weichselbaum (1845-1920), fu responsabile per l'introduzione della batteriologia e sierologia a Vienna. Inoltre fondò un istituto terapeutico e un'istituzione per la vaccinazione contro la rabbia. Con Carl Sternberg (1872-1935), condusse importanti ricerche di lymphogranulomatosis.

## Opere principali
- Lymphosarkom (Lymphosarkomatose, Pseuloleukämie, Myelom, Chlorom). Ergebnisse der allgemeinen Pathologie und pathologischen Anatomie der Menschen und der Tiere, 1897, 3, 1 Heft: 652-691.[1]
- Ein Fall von Mycosis fungoides mit Erkrankung von Nerven und mit Lokalisation in den inneren Organe, (con Gustav Scherber) in Virchows Archiv (1916).[2]
- Paltauf è stato autore di un capitolo molto apprezzato nel Handbuch der pathogenen Mikroorganismen di Wilhelm Kolle (1868-1935) e di August von Wassermann (1866-1925). Scrisse anche un trattato sulla patologia del sangue, pubblicato nella Krehl-Marchand Handbuch der allgemeinen Pathologie, e ha contribuito all'informazioni sulla formazione di nuova pelle per l'opera, Handbuch der Hautkrankheiten, di Franz Mráček (1848-1908).